# 자본적 공동기업
자본적 공동기업은 자본을 바탕으로 하여 운영하는 공동기업을 가르키는 단어이다.

## 정의
자본적 공동기업은 가장 중요하고 지배적인 기업형태를 가진 기업이 된다. 주식회사를 법률적 형태로 채용하는 경우가 많으며 인적공동기업이나 혼합적공동기업이 중소기업의 형태에 가장 어울리는 기업의 유형인 것과 달리 자본적 공동기업은 대기업에게 가장 어울리는 기업의 유형이 된다. 자본적 공동기업이 가진 특징으론 자본의 증권제도 및 유한책임제도를 준수하고 다액의 자본을 구매할 수 있는 점, 출자와 경영의 분리로 중역제도(重役制度)에 의하여 통일적·능률적 경영이 가능한 점, 경영의 향구성을 추구하는 점 등이 있다.

## 같이 보기
- 기업
- 중소기업
- 대기업